# Succinato-semialdeide deidrogenasi
La succinato-semialdeide deidrogenasi è un enzima appartenente alla classe delle ossidoreduttasi, che catalizza la seguente reazione:
succinato semialdeide + NAD+ + H2O ⇄ succinato + NADH + 2 H+